# Manuel Solís Palma
Manuel Solis Palma (ur. 3 grudnia 1917, zm. 6 listopada 2009), panamski polityk i ekonomista; minister oświaty (1963-1964 i 1983-1988). Od 1969 do 1981, w trakcie dyktatury Omara Torrijosa Herrery, przebywał na emigracji. Od 1981 był sekretarzem generalnym Liberalnego Ruchu Republikańsko-Narodowego (MOLIRENA). Od 26 lutego 1988 do 1 września 1989 sprawował tymczasowo urząd prezydenta, faktyczną władzę w kraju dzierżył jednak Manuel Noriega.